# مقاومت حرارتی سطحی

## مقاومت حرارتی مرزی
مقاومت حرارتی مرزی که با نام‌های مقاومت حرارتی بین‌مرزی یا مقاومت کاپیتزا نیز شناخته می‌شود، معیاری برای اندازه‌گیری مقاومت در برابر جریان حرارتی در مرز بین دو ماده است. اگرچه این اصطلاحات گاهی به‌جای هم استفاده می‌شوند، اما مقاومت کاپیتزا به‌طور فنی به یک مرز کاملاً مسطح و اتمی اشاره دارد، در حالی که مقاومت حرارتی مرزی یک اصطلاح گسترده‌تر است.
این مقاومت حرارتی با مقاومت تماسی تفاوت دارد (که نباید با مقاومت تماسی الکتریکی اشتباه گرفته شود) زیرا حتی در مرزهای کاملاً اتمی نیز وجود دارد.
به دلیل تفاوت در ویژگی‌های الکترونیکی و ارتعاشی مواد مختلف، زمانی که یک حامل انرژی (فونون یا الکترون، بسته به ماده) تلاش می‌کند از مرز عبور کند، در مرز پراکنده می‌شود. احتمال عبور پس از پراکندگی به وضعیت‌های انرژی موجود در طرف ۱ و طرف ۲ مرز بستگی دارد.
با فرض اعمال یک شار حرارتی ثابت در مرز، این مقاومت حرارتی مرزی باعث ایجاد یک ناپیوستگی دمایی محدود در مرز خواهد شد. با گسترش قانون فوریه، می‌توان نوشت:
{\displaystyle Q={\frac {\Delta T}{R}}=G\Delta T}
در این رابطه {\displaystyle Q} نشان دهنده شار حرارتی، {\displaystyle \Delta T} افت دمای مشاهده شده، {\displaystyle R} مقاومت حرارتی مرزی و {\displaystyle G} هدایت حرارتی مرزی می‌باشند.

## اهمیت مقاومت حرارتی مرزی
این مقاومت نقشی کلیدی در ویژگی‌های حرارتی مواد دارد، به‌ویژه در مقیاس نانو، که مرزها تأثیر بیشتری نسبت به مواد بزرگ‌تر دارند. برای کاربردهایی که نیاز به دفع حرارت بالا دارند، مقاومت حرارتی کم در مرزها حیاتی است. برای مثال، دستگاه‌های نیمه‌رسانای ۸ نانومتری تا ۱۰۰۰۰۰ وات بر سانتی‌متر مربع گرما تولید می‌کنند و نیازمند دفع حرارت مؤثر هستند.
در مقابل، در کاربردهایی مانند توربین موتور جت، مقاومت حرارتی بالا برای عایق‌کاری حرارتی مطلوب‌تر است. ترکیبات فلز-سرامیک یا سیستم‌های چندلایه برای این منظور استفاده می‌شوند.

## منشا مقاومت حرارتی مرزی
این مقاومت به دلیل پراکندگی حامل‌ها در مرز ایجاد می‌شود. نوع حامل به مواد مرز بستگی دارد؛ مثلاً در مرز فلز-فلز، پراکندگی الکترون‌ها عامل اصلی است، چون الکترون‌ها حامل‌های اصلی انرژی حرارتی در فلزات هستند.

## مدل‌های پیش‌بینی مقاومت حرارتی
دو مدل رایج برای پیش‌بینی مقاومت حرارتی، مدل ناهماهنگی آکوستیکی (AMM) و مدل ناهماهنگی پخشی (DMM) هستند. مدل AMM فرض می‌کند که مرز کاملاً هندسی و انتقال فونون کاملاً الاستیک است. در مقابل، مدل DMM فرض می‌کند که پراکندگی در مرز پخشی است، که برای مرزهای زبر در دماهای بالا دقیق‌تر است.

## شبیه‌سازی دینامیک مولکولی
شبیه‌سازی‌های دینامیک مولکولی MD ابزاری قدرتمند برای بررسی مقاومت حرارتی مرزی هستند. مطالعات اخیر نشان داده‌اند که در مرزهای جامد-مایع، افزایش انرژی تعامل جامد-مایع در واحد سطح و کاهش تفاوت در چگالی حالت‌های ارتعاشی بین جامد و مایع می‌تواند این مقاومت را کاهش دهد.

## مدل‌های نظری
مدل اصلی که از نظر تاریخی مقاومت کاپیتزا را توصیف کرده، مدل گاز فونون است. در این مدل، دو زیرمدل ناهماهنگی آکوستیکی (AMM) و ناهماهنگی پخشی (DMM) قرار دارند. در هر دو مدل فرض می‌شود که مرز دقیقاً مانند ماده حجیم در دو طرف خود رفتار می‌کند (مانند پراکندگی و سرعت فونون‌ها)، و از حالت‌های ارتعاشی هیبرید و فونون‌هایی که این حالت‌ها را اشغال می‌کنند صرف‌نظر می‌شود. همچنین، این مدل‌ها تنها بر انتقال الاستیک فونون تمرکز دارند و معمولاً مشارکت‌های الکتریکی را نادیده می‌گیرند، هرچند این مشارکت‌ها را می‌توان در مدل گاز فونون لحاظ کرد.
مدل‌های AMM و DMM عمدتاً برای مرزهایی مناسب هستند که حداقل یکی از مواد آن‌ها عایق الکتریکی باشد. در این حالت، مقاومت حرارتی از انتقال فونون‌ها از مرز ناشی می‌شود.
انرژی زمانی منتقل می‌شود که فونون‌های با انرژی بالاتر که در ماده گرم‌تر تراکم بیشتری دارند، به ماده سردتر منتقل شوند، که در مقابل، فونون‌های با انرژی پایین‌تر را ارسال می‌کند و یک جریان خالص انرژی ایجاد می‌کند.
بر اساس مدل‌های AMM و DMM، یک عامل کلیدی در تعیین مقاومت حرارتی در مرز، همپوشانی حالت‌های فونون است. این مدل‌ها اثرات پراکندگی غیرالاستیک و تعاملات چند فونونی را نادیده می‌گیرند. به عنوان مثال، در این مدل‌ها تنها فونون‌هایی که در یک فرکانس مشخص هستند می‌توانند با فونون‌های دیگری با همان فرکانس تعامل داشته باشند. اما در واقعیت، این تعاملات به کمک تئوری اختلال (مکانیک کوانتومی) قابل محاسبه هستند.
در مدل‌های AMM و DMM، اگر ماده A جمعیت کمی از فونون‌ها با مقدار k مشخص داشته باشد، تعداد فونون‌های انتقالی از A به B اندک خواهد بود. به همین ترتیب، به دلیل اصل تعادل جزئی، تعداد کمی از فونون‌های با همان بردار موج از B به A منتقل می‌شوند، حتی اگر ماده B دارای جمعیت زیادی از این فونون‌ها باشد؛ بنابراین، اگر همپوشانی پراکندگی فونون‌ها کم باشد، تعداد حالت‌هایی که برای انتقال حرارت موجود هستند کاهش می‌یابد و مقاومت حرارتی مرزی افزایش می‌یابد.
این مدل‌ها برای پیش‌بینی مقاومت حرارتی مرزی چندان دقیق نیستند (به‌جز در دماهای بسیار پایین) و بیشتر به‌عنوان حدود بالا و پایین برای رفتار واقعی مواد عمل می‌کنند.

## تفاومت مدل‌های DMM و AMM
این مدل‌ها در شرایطی که برای انتقال حرارت در مرز نیاز دارند، متفاوت هستند. در مدل AMM فرض می‌شود که مرز کاملاً صاف است و هیچ پراکندگی وجود ندارد، بنابراین انتقال فونون‌ها به‌صورت الاستیک انجام می‌شود و بردار موج‌های منتقل‌شده طبق قانون پایستگی مومنتم تعیین می‌شوند. در مقابل، در مدل DMM فرض می‌شود که مرز کاملاً پراکنده است و بردار موج‌های منتقل‌شده تصادفی و مستقل از فونون‌های ورودی هستند. با این حال، در هر دو مدل، اصل تعادل جزئی باید رعایت شود.
در هر دو مدل، معادلات اساسی مدل گاز فونون به کار می‌روند. جریان انرژی از یک ماده به ماده دیگر در یک بعد به‌صورت زیر است:
{\displaystyle Q_{1,2}=\sum _{k}n\left(k,T_{1}\right)E\nu \alpha \left(k,T_{1},T_{2}\right)}
در این رابطه {\displaystyle \nu } سرعت گروهی است که در مدل‌های AMM و DMM تقریباً برابر با سرعت صوت در ماده در نظر گرفته می‌شود. همچنین {\displaystyle n\left(k,T_{1}\right)} تعداد فونون‌ها در یک بردار موج مشخص است. α احتمال انتقال فونون‌ها از مرز و E انرژی است.
جریان خالص انرژی، تفاوت بین جریان‌های انرژی در دو طرف مرز است:
{\displaystyle Q_{net}\ =\ Q_{1,2}\ -\ Q_{2,1}}
از آنجا که هر دو جریان انرژی به دماهای 
T1 و T2 وابسته هستند، می‌توان رابطه بین جریان انرژی و اختلاف دما را برای تعیین مقاومت حرارتی مرزی بر اساس فرمول زیر استفاده کرد:
{\displaystyle R_{th}\ =\ {\frac {\Delta T}{Q/A}}}
انرژی به‌سادگی با استفاده از معادله طول موج دوبروی داده می‌شود:
{\displaystyle E\ =\ \hbar \ \omega \left(k\right)\ }
تفاوت اصلی بین دو مدل در احتمال انتقال است که تعیین آن پیچیدگی بیشتری دارد. در هر مدل، این احتمال بر اساس فرضیات اساسی همان مدل تعیین می‌شود.
در مدل ناهماهنگی آکوستیکی (AMM)، فرض پراکندگی الاستیک انتقال فونون‌ها از مرز را دشوارتر می‌کند و در نتیجه، احتمال انتقال کاهش می‌یابد. به همین دلیل، مدل AMM معمولاً به‌عنوان حد بالایی مقاومت حرارتی مرزی در نظر گرفته می‌شود.
در مقابل، مدل ناهماهنگی پخشی (DMM) فرض می‌کند که پراکندگی کاملاً پخشی است و این شرایط احتمال انتقال بیشتری فراهم می‌کند. بنابراین، مدل DMM به‌عنوان حد پایینی مقاومت حرارتی مرزی عمل می‌کند.

## چند نمونه

### مرزهای هلیوم مایع

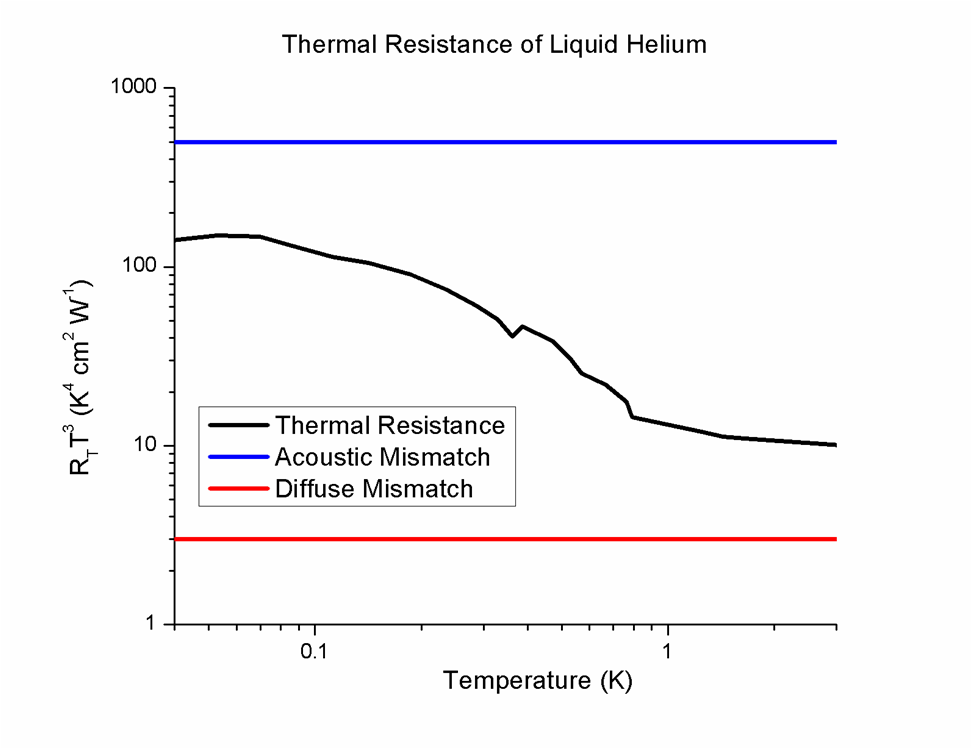
مقاومت مرزی معمول برای هلیوم مایع با فلزات

ایده وجود مقاومت حرارتی مرزی، که به دمای ناپیوسته در مرز اشاره دارد، اولین بار در سال ۱۹۳۶ از مطالعات روی هلیوم مایع پیشنهاد شد. با این حال، تا سال ۱۹۴۱، زمانی که پیوتر کاپیتزا اولین مطالعه سیستماتیک را روی رفتار حرارتی مرزها در هلیوم مایع انجام داد، این مفهوم به‌طور جدی بررسی نشد.
اولین مدل اصلی برای انتقال حرارت در مرزها، مدل ناهماهنگی آکوستیکی (AMM) بود که پیش‌بینی کرد مقاومت حرارتی مرزی به دمای T−3 وابسته است. اما این مدل نتوانست هدایت حرارتی مرزهای هلیوم را به‌درستی مدل کند و خطایی تا دو مرتبه بزرگی نشان داد. یکی دیگر از رفتارهای جالب مقاومت حرارتی، تأثیر فشار بود. از آنجا که سرعت صوت تابعی قوی از دما در هلیوم مایع است، مدل AMM پیش‌بینی کرد که مقاومت حرارتی مرزی به‌شدت به فشار وابسته خواهد بود. اما مطالعات دهه ۱۹۶۰ نشان دادند که مقاومت حرارتی تقریباً مستقل از فشار است، که نشان‌دهنده وجود مکانیسم‌های دیگر بود.
مدل ناهماهنگی آکوستیکی پیش‌بینی کرد که مقاومت حرارتی در مرز جامد-هلیوم بسیار بالا (و هدایت حرارتی بسیار پایین) خواهد بود. این موضوع برای پژوهشگرانی که در دماهای بسیار پایین مانند یخچال‌های رقیق‌سازی کار می‌کنند، مشکل‌ساز است، زیرا نرخ خنک‌سازی را کاهش می‌دهد. خوشبختانه چنین مقاومت بالایی به دلیل مکانیسم‌هایی که انتقال فونون را تقویت می‌کنند، مشاهده نشد. در هلیوم مایع، نیروهای واندروالس لایه‌های ابتدایی هلیوم را در نزدیکی سطح جامد جامد می‌کنند. این لایه مرزی شبیه به پوشش ضد انعکاس در اپتیک عمل می‌کند و فونون‌هایی که معمولاً در مرز بازتاب می‌شدند، از مرز عبور می‌کنند. این موضوع همچنین مستقل بودن هدایت حرارتی از فشار را توضیح می‌دهد.
مکانیسم دیگری که منجر به کاهش غیرعادی مقاومت حرارتی مرزهای هلیوم مایع می‌شود، تأثیر زبری سطح است که در مدل ناهماهنگی آکوستیکی در نظر گرفته نمی‌شود. مشابه امواج الکترومغناطیسی که  پلاسمون سطحی سطحی روی سطوح زبر تولید می‌کنند، فونون‌ها نیز می‌توانند امواج سطحی ایجاد کنند. زمانی که این امواج پراکنده می‌شوند، انتقال حرارت بیشتری از مرز صورت می‌گیرد. علاوه بر این، فونون‌ها می‌توانند امواج میرای (Evanescent) در هندسه بازتاب داخلی کامل تولید کنند. در نتیجه، زمانی که این امواج در جامد پراکنده می‌شوند، گرمای بیشتری نسبت به پیش‌بینی مدل AMM از هلیوم عبور می‌کند.

### هدایت حرارتی قابل توجه در دمای اتاق
در مواد، دو نوع اصلی حامل حرارت وجود دارند: فونون‌ها و الکترون‌ها. گاز الکترون آزاد در فلزات هدایت حرارتی بسیار خوبی دارد و عامل اصلی در رسانایی حرارتی است. اما در همه مواد، حتی مواد دی‌الکتریک مانند سیلیکا، انتقال حرارت از طریق فونون‌ها انجام می‌شود. هدایت حرارتی مرزی معیاری برای سنجش کارایی انتقال حامل‌های حرارتی از یک ماده به ماده دیگر است.
کمترین میزان هدایت حرارتی مرزی در دمای اتاق تا به امروز در مرز بیسموت/الماس با سطح هیدروژنی اندازه‌گیری شده است که مقدار آن 8.5 MW m−2 K−1است.
بیسموت به‌عنوان یک فلز، تعداد زیادی الکترون دارد که حامل اصلی گرما هستند. در مقابل، الماس یک عایق الکتریکی عالی است (هرچند رسانایی حرارتی بسیار بالایی دارد) و بنابراین انتقال الکترون بین این دو ماده تقریباً صفر است. علاوه بر این، تفاوت زیاد در پارامترهای شبکه این مواد باعث می‌شود که فونون‌ها نتوانند به‌طور مؤثری از مرز عبور کنند. همچنین، تفاوت قابل توجه در دمای دیبای این مواد به این معنی است که بیسموت (با دمای دیبای پایین) دارای تعداد زیادی فونون با فرکانس پایین است، در حالی که الماس (با دمای دیبای بالا) بیشتر فونون‌های گرمازا را در فرکانس‌های بسیار بالاتری دارد.

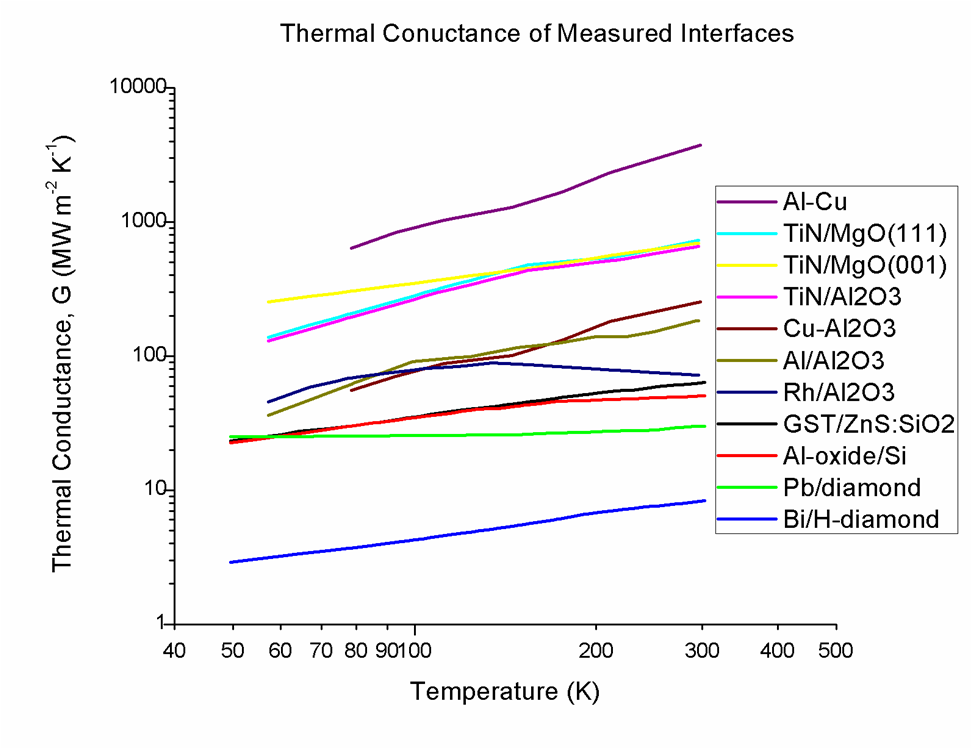
هدایت حرارتی,

### افزایش در هدایت حرارتی
بیشتر مرزهایی که انتقال حرارت در آن‌ها توسط فونون‌ها انجام می‌شود (مانند مرزهای دی‌الکتریک-دی‌الکتریک و فلز-دی‌الکتریک)، هدایت حرارتی‌ای بین 80 تا 300 MW m−2 K−1 دارند.
بیشترین هدایت حرارتی مرزی که تا به امروز از طریق فونون‌ها اندازه‌گیری شده است، مربوط به مرز بین تیتانیوم نیترید (TiN) و منیزیم اکسید (MgO) است. این سیستم‌ها ساختار شبکه‌ای و دماهای دیبای بسیار مشابهی دارند. اگرچه در این مرز هیچ الکترون آزادی برای افزایش هدایت حرارتی وجود ندارد، اما ویژگی‌های فیزیکی مشابه این دو ماده باعث انتقال بسیار کارآمد فونون‌ها بین آن‌ها می‌شود.
در بالاترین حد از طیف، یکی از بالاترین هدایت‌های حرارتی اندازه‌گیری‌شده مربوط به مرز بین آلومینیوم (Al) و مس (Cu) است. در دمای اتاق، هدایت حرارتی مرز Al-Cu برابر با4 GW m−2 K−1 است. هدایت حرارتی بالای این مرز با توجه به رسانایی الکتریکی بالای هر دو ماده نباید تعجب‌آور باشد.

### مقاومت مرزی در نانولوله‌های کربنی
رسانایی حرارتی عالی نانولوله‌های کربنی آن‌ها را به گزینه‌ای مناسب برای ساخت مواد کامپوزیتی تبدیل کرده است. با این حال، مقاومت مرزی بر رسانایی حرارتی مؤثر تأثیر می‌گذارد. این حوزه به‌خوبی مطالعه نشده است و تنها تعداد کمی از تحقیقات برای درک مکانیسم اساسی این مقاومت انجام شده است.